# Palaeohoplophorus
Il paleoploforo (gen. Palaeohoplophorus, o Palaehoplophorus) è un mammifero cingolato estinto, appartenente ai gliptodonti. Visse tra il Miocene medio e il Miocene superiore (circa 16 - 7 milioni di anni fa) e i suoi resti fossili sono stati ritrovati in Sudamerica.

## Descrizione
Questo animale, come tutti i gliptodonti, era fornito di uno spesso carapace costituito da numerosissimi osteodermi fusi fra loro, che andava a ricoprire gran parte del corpo. Le placche del carapace portavano una figura centrale di taglia media, depressa, circondata da una zona periferica rugosa, suddivisa da solchi mal definiti in tubercoli irregolari. Nei solchi si aprivano grosse perforazioni, attorno alla figura centrale e tra le figure periferiche. La coda era protetta da una serie di anelli ossei mobili, che presentavano un'ornamentazione analoga, e da un "tubo" osseo terminale. Quest'ultimo era di forma cilindrica, dritto e formato da placche contigue, bombate e separate da solchi profondi in cui vi erano grosse perforazioni come nel carapace. Le placche terminali e laterali erano pressoché identiche fra loro. 

## Classificazione
Il genere Palaeohoplophorus venne descritto per la prima volta nel 1883 da Florentino Ameghino, sulla base di resti fossili ritrovati in Argentina in terreni del Miocene medio. A questo genere sono state attribuite varie specie (Palaehoplophorus antiquus, P. disjunctus, P. meridionalis, P. pressulus, P. scalabrinii) vissute tra il Miocene medio e il Miocene superiore; alcune di queste specie potrebbero essere sinonimi l'una dell'altra.
Palaeohoplophorus è un rappresentante abbastanza arcaico dei gliptodonti, in particolare per quanto riguarda la morfologia del tubo caudale con le placche poco differenziate (una caratteristica considerata primitiva); tuttavia, l'ornamentazione delle placche del carapace è piuttosto particolare e sembrerebbe una specializzazione che mal si accorda con una teorica posizione basale di Palaeohoplophorus. In ogni caso, sembra che Palaeohoplophorus fosse un membro degli Hoplophorini, comprendenti anche forme ben note come Hoplophorus e Plohophorus.